# Rythme futur
Rythme futur est une composition de Django Reinhardt enregistrée pour la première fois en 1940.

## À propos du morceau
Très orchestral, Rythme futur est un des rares morceaux de Django Reinhardt qui soit complètement écrit, et sur lequel on ne trouve pas de solo improvisé,. C'est après avoir vu le film King Kong (1933) que Django aurait écrit ce morceau, et notamment à l'écoute de la musique écrite par Max Steiner. On peut également deviner l'influence du morceau Powerhouse de Raymond Scott. Pour Michael Dregni, le morceau « tradui[t] l’épouvante de la Blitzkrieg en musique ».
La première partie du morceau repose sur un accord plutôt dissonant : un do septième, avec ajout de la neuvième, sur une basse de fa, le triton de do. Cet accord peut être perçu comme la superposition de deux accords formant une substitution tritonique. Cet accord a pu être utilisé comme accord de passage, mais il est inédit pour l'époque de construire toute une partie d'un morceau dessus. La basse qui alterne entre do et fa, provient sans doute de la musique de King Kong.

## Versions notables
Django Reinhardt a enregistré deux fois le morceau :
- 1er octobre 1940, avec Django Reinhardt (gtr), Hubert Rostaing (cl), Joseph Reinhardt (gtr ryth), Pierre Fouad (drms), Francis Luca (bass)[1]
- 15 septembre 1947, avec Django Reinhardt (gtr), Hubert Rostaing (cl), Eugène Vées (gtr ryth), André Jourdan (drms), Emmanuel Soudieux (bass)[5]

D'autres musiciens ont également joué Rythme futur, notamment :
- Boulou et Elios Ferré sur Pour Django (1979)
- Rosenberg trio sur Live in Samois - Tribute to Django Reinhardt (2003)
- Marcel Loeffler sur Hommage (2007)
- Yorgui Loeffler, Steeve Laffont et Raphaël Faÿs sur Django et rien d'autre! - Live at Les Nuits Manouches (2010)
- The Amazing Keystone Big Band sur Django Extended - The Greatest Gypsy Hits (2017)